# Hacıahmetler, Milas
Hacıahmetler là một xã thuộc huyện Milas, tỉnh Muğla, Thổ Nhĩ Kỳ. Dân số thời điểm năm 2011 là 109 người.